# Índice de progreso social

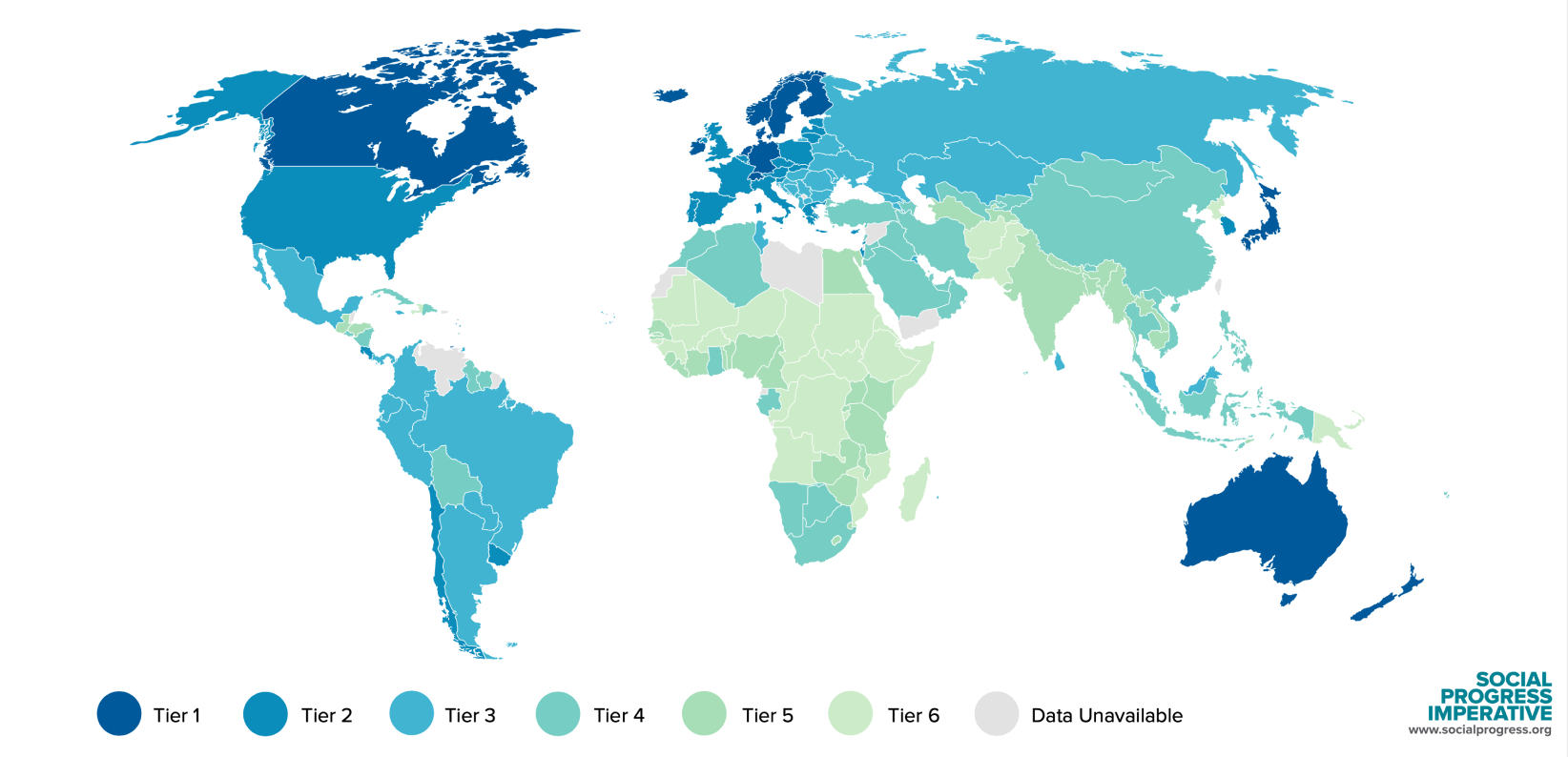
Mapa del índice de progreso social del 2018

El índice de progreso social (en inglés: Social Progress Index, SPI) mide la extensión en la que los países satisfacen las necesidades sociales y medioambientales de sus ciudadanos. El desempeño relativo de los países se mide con 54 indicadores reunidos en tres dimensiones principales: necesidades humanas básicas, bienestar fundamental, y oportunidades de progreso. El índice está publicado por la organización sin ánimo de lucro Progreso Social Imperativo, y está basado en los conceptos de Amartya Sen, Douglass North, y Joseph Stiglitz. El SPI mide el bienestar una sociedad observando los resultados sociales y medioambientales directamente, de forma separada de los factores económicos. Los factores sociales y medioambientales incluyen bienestar (incluyendo salud, refugio y salubridad), igualdad, inclusión, sostenibilidad, seguridad y libertades personales.
En 2010, un grupo de dirigentes globales del sector social embarcaron en un objetivo de en desarrollo una medida mejor para evaluar el nivel de un país de desarrollo, y por la extensión mejor entender sus prioridades de desarrollo. Financiado por fundaciones privadas y bajo el liderazgo técnico de Michael Porter de la Universidad de Harvard y Scott Stern del Instituto Tecnológico de Massachusetts, el grupo formó la organización Progreso Social Imperativo y lanzó en 2013 una versión de beta del SPI con 50 países, y una versión inicial con 133 países. Estas versiones medían una variedad de componentes de desempeño social y medioambiental y los compiló en un marco general por primera vez. La segunda versión mejorada del SPI se lanzó en 2015. El SPI se desarrolló luego de discusiones extensas con stakeholders alrededor del mundo, acerca de las falencias de enfocarse únicamente en GDP en vez de incluir el desempeño social.  Este trabajo estuvo influido por las contribuciones seminales de Amartya Sen en desarrollo social, así como por el reciente pide acción en el informe Mismeasuring our Lives por la Comisión de Medición de Desempeño Económico y Progreso Social.

## Definición
El SPI define el progreso social como la capacidad de una sociedad para satisfacer las necesidades humanas básicas de sus ciudadanos, establecer los bases que permiten a los ciudadanos y las comunidades mejorar y sostener su calidad de vidas, y crear las condiciones para que todos los individuos puedan alcanzar su verdadero potencial. El Índice combina tres dimensiones – necesidades humanas básicas, bienestar fundamental, y oportunidades de progreso. Cada dimensión está conformada por cuatro componentes, los cuales están compuestos por entre tres y cinco indicadores de resultados concretos.
Los indicadores incluidos se seleccionaron porque son medidos apropiadamente y con una metodología compatible, por una misma organización, en todos (o esencialmente todos) los países en la muestra. En conjunto, el marco general del SPI permite capturar una gama amplia de factores interrelacionados tal como la literatura académica y la experiencia empírica han establecido como la base del progreso social. Dos características claves del SPI son: primero, la no utilización de variables económicas, y segundo, el enfoque en medición de resultados sociales en vez de en otros indicadores que bajo examen cercano son entradas y no resultados del progreso social.
De esta manera, el SPI pretende mejorar sobre el Índice de Desarrollo Humano (IDH) al incluir únicamente indicadores de resultados sociales, evitando la inclusión de indicadores puramente económicos, tales como el PBI, que si son considerados en el IDH pero que no reflejan verdaderos resultados sociales. El SPI ha mostrado alta correlación con el índice de pobreza, pero una correlación menor con la desigualdad de ingresos. La última versión publicada es la de 2015.

## Lista de países por SPI (2023)
| País                            | Posición (SPI) | Índice de progreso social | Posición (BHN) | Necesidades Humanas Básicas | Posición (FW) | Bienestar Fundamental | Posición (O)  | Oportunidades de Progreso |
| ------------------------------- | -------------- | ------------------------- | -------------- | --------------------------- | ------------- | --------------------- | ------------- | ------------------------- |
| Noruega                         | 1              | 88.36                     | 9              | 94.8                        | 1             | 88.46                 | 9             | 81.82                     |
| Suiza                           | 2              | 88,11                     | 2              | 95.66                       | 2             | 86.5                  | 10            | 81.75                     |
| Suecia                          | 3              | 88.06                     | 8              | 94.83                       | 3             | 86.43                 | 5             | 82.93                     |
| Islandia                        | 4              | 87.62                     | 6              | 95                          | 4             | 86.11                 | 11            | 81.73                     |
| Nueva Zelanda                   | 5              | 87.08                     | 17             | 92.87                       | 6             | 82.77                 | 2             | 85.61                     |
| Canadá                          | 6              | 86.89                     | 7              | 94.89                       | 14            | 79.22                 | 1             | 86.58                     |
| Finlandia                       | 7              | 86.75                     | 3              | 95.05                       | 8             | 82.58                 | 7             | 82.63                     |
| Dinamarca                       | 8              | 86.63                     | 1              | 96.03                       | 7             | 82.63                 | 12            | 81.23                     |
| Países Bajos                    | 9              | 86.5                      | 9              | 94.8                        | 5             | 83.81                 | 13            | 80.88                     |
| Australia                       | 10             | 86.42                     | 13             | 93.73                       | 12            | 79.98                 | 3             | 85.55                     |
| Uruguay                         | 11             | 85,61                     | 37             | 86.18                       | 36            | 75.03                 | 17            | 76.41                     |
| Reino Unido                     | 11             | 84.68                     | 19             | 92.22                       | 15            | 79.04                 | 6             | 82.78                     |
| Irlanda                         | 12             | 84.66                     | 15             | 93.68                       | 29            | 76.34                 | 4             | 83.97                     |
| Austria                         | 13             | 84.45                     | 4              | 95.04                       | 9             | 82.53                 | 18            | 75.77                     |
| Alemania                        | 14             | 84.04                     | 12             | 94.12                       | 10            | 81.5                  | 16            | 76.49                     |
| Japón                           | 15             | 83.15                     | 5              | 95.01                       | 20            | 78.78                 | 19            | 75.66                     |
| Estados Unidos                  | 16             | 82.85                     | 21             | 91.23                       | 35            | 75.15                 | 8             | 82.18                     |
| Bélgica                         | 17             | 82.83                     | 13             | 93.73                       | 27            | 76.57                 | 14            | 78.19                     |
| Portugal                        | 18             | 81.91                     | 18             | 92.81                       | 31            | 76.17                 | 15            | 77.96                     |
| Eslovenia                       | 19             | 81.62                     | 16             | 92.88                       | 11            | 80.87                 | 24            | 71.12                     |
| España                          | 20             | 81.17                     | 23             | 91.09                       | 26            | 76.79                 | 20            | 75.62                     |
| Francia                         | 21             | 80.82                     | 22             | 91.16                       | 17            | 78.83                 | 23            | 72.46                     |
| República Checa                 | 22             | 80.59                     | 11             | 94.23                       | 15            | 79.04                 | 27            | 68.49                     |
| Estonia                         | 23             | 80.49                     | 28             | 88.44                       | 13            | 79.61                 | 22            | 73.42                     |
| Eslovaquia                      | 25             | 78.45                     | 20             | 92.19                       | 19            | 78.8                  | 35            | 64.35                     |
| Chile                           | 26             | 78.29                     | 35             | 86.32                       | 38            | 74.85                 | 21            | 73.69                     |
| Polonia                         | 27             | 77.98                     | 34             | 86.67                       | 24            | 77.19                 | 26            | 70.07                     |
| Costa Rica                      | 28             | 77.88                     | 41             | 84.22                       | 17            | 78.83                 | 25            | 70.59                     |
| Corea del Sur                   | 29             | 77.7                      | 26             | 89.11                       | 34            | 75.6                  | 28            | 68.4                      |
| Chipre                          | 30             | 77.45                     | 25             | 89.3                        | 33            | 75.95                 | 29            | 67.11                     |
| Italia                          | 31             | 77.38                     | 29             | 88.39                       | 25            | 77                    | 30            | 66.76                     |
| Hungría                         | 32             | 74.8                      | 27             | 88.8                        | 62            | 70.4                  | 33            | 65.21                     |
| Letonia                         | 33             | 74.12                     | 42             | 83.84                       | 21            | 77.76                 | 42            | 60.75                     |
| Grecia                          | 34             | 74.03                     | 31             | 87.64                       | 42            | 74.53                 | 43            | 59.91                     |
| Lituania                        | 35             | 74                        | 43             | 83.75                       | 39            | 74.79                 | 36            | 63.47                     |
| Israel                          | 36             | 73.66                     | 30             | 88.02                       | 53            | 72.09                 | 40            | 60.88                     |
| Croacia                         | 37             | 73.3                      | 32             | 87.49                       | 32            | 76.09                 | 52            | 56.32                     |
| Argentina                       | 38             | 73.08                     | 54             | 80.51                       | 47            | 73.57                 | 34            | 65.17                     |
| Emiratos Árabes Unidos          | 39             | 72.79                     | 24             | 89.63                       | 43            | 74.16                 | 57            | 54.59                     |
| Mauricio                        | 40             | 72.6                      | 33             | 86.96                       | 48            | 72.99                 | 49            | 57.85                     |
| Panamá                          | 41             | 71.79                     | 67             | 75.91                       | 22            | 77.55                 | 38            | 61.9                      |
| Brasil                          | 42             | 70.89                     | 74             | 71.14                       | 30            | 76.21                 | 32            | 65.33                     |
| Bulgaria                        | 43             | 70.19                     | 40             | 84.73                       | 66            | 69.57                 | 53            | 56.29                     |
| Jamaica                         | 44             | 69.83                     | 78             | 70.52                       | 49            | 72.84                 | 31            | 66.14                     |
| Serbia                          | 45             | 69.79                     | 45             | 83.38                       | 40            | 74.74                 | 63            | 51.25                     |
| Malasia                         | 46             | 69.55                     | 38             | 86.13                       | 37            | 74.87                 | 76            | 47.66                     |
| Kuwait                          | 47             | 69.19                     | 36             | 86.28                       | 44            | 73.96                 | 77            | 47.35                     |
| Montenegro                      | 48             | 69.01                     | 50             | 81.89                       | 53            | 72.09                 | 58            | 53.04                     |
| Colombia                        | 49             | 68.85                     | 77             | 70.98                       | 23            | 77.3                  | 47            | 58.26                     |
| Rumania                         | 50             | 68.37                     | 63             | 77.35                       | 58            | 71.53                 | 54            | 56.24                     |
| Ecuador                         | 51             | 68.25                     | 72             | 73.56                       | 28            | 76.46                 | 56            | 54.72                     |
| Albania                         | 52             | 68.19                     | 53             | 80.71                       | 46            | 73.64                 | 68            | 50.23                     |
| Macedonia                       | 53             | 67.79                     | 44             | 83.53                       | 80            | 67.04                 | 59            | 52.8                      |
| México                          | 54             | 67.5                      | 73             | 72.81                       | 71            | 68.82                 | 40            | 60.88                     |
| Perú                            | 55             | 67.23                     | 79             | 69.89                       | 45            | 73.89                 | 48            | 57.92                     |
| Paraguay                        | 56             | 67.1                      | 76             | 71.11                       | 59            | 71.11                 | 45            | 59.09                     |
| Tailandia                       | 57             | 66.34                     | 68             | 75.77                       | 51            | 72.35                 | 65            | 50.9                      |
| Turquía                         | 58             | 66.24                     | 51             | 81.5                        | 83            | 66.61                 | 67            | 50.61                     |
| Bosnia y Herzegovina            | 59             | 66.15                     | 39             | 85.78                       | 63            | 70.35                 | 94            | 42.33                     |
| Georgia                         | 60             | 65.89                     | 55             | 80.15                       | 65            | 69.61                 | 75            | 47.92                     |
| Armenia                         | 61             | 65.7                      | 49             | 82.6                        | 68            | 69.28                 | 83            | 45.24                     |
| Ucrania                         | 62             | 65.69                     | 60             | 78.28                       | 97            | 61.74                 | 50            | 57.05                     |
| Sudáfrica                       | 63             | 65.64                     | 92             | 64.59                       | 64            | 69.94                 | 37            | 62.38                     |
| Filipinas                       | 64             | 65.46                     | 83             | 68.23                       | 70            | 68.86                 | 44            | 59.3                      |
| Botsuana                        | 65             | 65.22                     | 89             | 65.51                       | 57            | 71.69                 | 46            | 58.46                     |
| Bielorrusia                     | 66             | 64.98                     | 46             | 83.03                       | 82            | 66.72                 | 85            | 45.19                     |
| Túnez                           | 67             | 64.92                     | 52             | 81.13                       | 73            | 68.43                 | 84            | 45.2                      |
| El Salvador                     | 68             | 64.31                     | 82             | 68.38                       | 72            | 68.81                 | 55            | 55.75                     |
| Arabia Saudita                  | 69             | 64.27                     | 47             | 82.87                       | 61            | 70.46                 | 107           | 39.49                     |
| Moldavia                        | 70             | 63.68                     | 62             | 77.65                       | 90            | 64.85                 | 73            | 48.54                     |
| Rusia                           | 71             | 63.64                     | 70             | 74.1                        | 77            | 67.63                 | 70            | 49.19                     |
| Venezuela                       | 72             | 63.45                     | 87             | 66.12                       | 41            | 74.69                 | 69            | 49.55                     |
| Bolivia                         | 73             | 63.36                     | 85             | 67.24                       | 60            | 70.86                 | 61            | 51.98                     |
| Jordania                        | 74             | 63.31                     | 48             | 82.63                       | 89            | 64.93                 | 93            | 42.38                     |
| Namibia                         | 75             | 62.71                     | 100            | 59.73                       | 56            | 71.93                 | 51            | 56.47                     |
| Azerbaiyán                      | 76             | 62.62                     | 66             | 76.43                       | 76            | 68.03                 | 88            | 43.41                     |
| República Dominicana            | 77             | 62.47                     | 91             | 64.8                        | 55            | 71.95                 | 66            | 50.65                     |
| Nicaragua                       | 78             | 62.2                      | 88             | 65.87                       | 52            | 72.17                 | 72            | 48.58                     |
| Guatemala                       | 79             | 62.19                     | 80             | 69.32                       | 69            | 68.96                 | 74            | 48.29                     |
| Líbano                          | 80             | 61.85                     | 69             | 75.69                       | 87            | 65.89                 | 86            | 43.97                     |
| Mongolia                        | 81             | 61.52                     | 103            | 58.36                       | 92            | 64.49                 | 39            | 61.71                     |
| Honduras                        | 82             | 61.44                     | 90             | 65.29                       | 50            | 72.71                 | 79            | 46.32                     |
| Kazajistán                      | 83             | 61.38                     | 64             | 77.17                       | 110           | 58.21                 | 71            | 48.75                     |
| Cuba                            | 84             | 60.83                     | 56             | 80.08                       | 105           | 60.51                 | 97            | 41.9                      |
| Argelia                         | 85             | 60.66                     | 58             | 78.88                       | 85            | 66.22                 | 113           | 36.87                     |
| Indonesia                       | 86             | 60.47                     | 86             | 66.52                       | 67            | 69.54                 | 82            | 45.35                     |
| Guyana                          | 87             | 60.42                     | 81             | 68.8                        | 104           | 60.57                 | 62            | 51.89                     |
| Sri Lanka                       | 88             | 60.1                      | 75             | 71.12                       | 81            | 67.03                 | 95            | 42.14                     |
| Egipto                          | 89             | 59.91                     | 61             | 77.69                       | 78            | 67.59                 | 118           | 34.47                     |
| Uzbekistán                      | 90             | 59.71                     | 57             | 79.31                       | 118           | 54.25                 | 81            | 45.56                     |
| Marruecos                       | 91             | 59.56                     | 65             | 76.64                       | 93            | 64.14                 | 112           | 37.89                     |
| China                           | 92             | 59.07                     | 71             | 73.74                       | 88            | 65.4                  | 110           | 38.08                     |
| Kirguistán                      | 93             | 58.58                     | 84             | 67.87                       | 101           | 61.16                 | 78            | 46.7                      |
| Ghana                           | 94             | 58.29                     | 105            | 55.5                        | 73            | 68.43                 | 64            | 50.93                     |
| Irán                            | 95             | 56.82                     | 59             | 78.42                       | 102           | 61.14                 | 121           | 30.9                      |
| Tayikistán                      | 96             | 56.49                     | 95             | 62.58                       | 94            | 63.09                 | 87            | 43.79                     |
| Senegal                         | 97             | 56.46                     | 99             | 60.35                       | 86            | 65.97                 | 90            | 43.07                     |
| Nepal                           | 98             | 55.33                     | 96             | 62.54                       | 96            | 62.71                 | 102           | 40.74                     |
| Camboya                         | 99             | 53.96                     | 106            | 53.86                       | 79            | 67.52                 | 104           | 40.52                     |
| Bangladés                       | 100            | 53.39                     | 97             | 61.94                       | 95            | 62.73                 | 115           | 35.5                      |
| India                           | 101            | 53.06                     | 101            | 58.87                       | 113           | 57.38                 | 91            | 42.93                     |
| Laos                            | 102            | 52.41                     | 98             | 60.43                       | 98            | 61.7                  | 117           | 35.09                     |
| Lesoto                          | 103            | 52.27                     | 111            | 48.62                       | 116           | 55.82                 | 60            | 52.35                     |
| Kenia                           | 104            | 51.67                     | 117            | 46.48                       | 75            | 68.17                 | 105           | 40.36                     |
| Zambia                          | 105            | 51.62                     | 121            | 43.87                       | 91            | 64.82                 | 80            | 46.19                     |
| Ruanda                          | 106            | 51.6                      | 108            | 52.52                       | 103           | 60.63                 | 99            | 41.67                     |
| Suazilandia                     | 107            | 50.94                     | 107            | 53.34                       | 115           | 57.02                 | 92            | 42.45                     |
| Benín                           | 108            | 50.04                     | 109            | 50.41                       | 108           | 58.96                 | 103           | 40.73                     |
| República del Congo             | 109            | 49.6                      | 127            | 40.67                       | 84            | 66.56                 | 100           | 41.58                     |
| Uganda                          | 110            | 49.49                     | 114            | 47.91                       | 99            | 61.54                 | 108           | 39.02                     |
| Malaui                          | 111            | 48.95                     | 118            | 46.42                       | 114           | 57.31                 | 89            | 43.12                     |
| Burkina Faso                    | 112            | 48.82                     | 116            | 46.56                       | 112           | 57.79                 | 96            | 42.11                     |
| Irak                            | 113            | 48.35                     | 94             | 63.11                       | 117           | 55.29                 | 129           | 26.67                     |
| Camerún                         | 114            | 47.42                     | 112            | 48.48                       | 111           | 58.15                 | 114           | 35.61                     |
| Yibuti                          | 115            | 47.27                     | 93             | 64.18                       | 133           | 44.02                 | 119           | 33.62                     |
| Tanzania                        | 116            | 47.14                     | 124            | 41.39                       | 109           | 58.23                 | 98            | 41.79                     |
| Togo                            | 117            | 46.66                     | 119            | 45.11                       | 106           | 59.4                  | 116           | 35.46                     |
| Mali                            | 118            | 46.51                     | 112            | 48.48                       | 122           | 52.45                 | 109           | 38.6                      |
| Birmania                        | 119            | 46.12                     | 101            | 58.87                       | 128           | 49.19                 | 123           | 30.28                     |
| Mozambique                      | 120            | 46.02                     | 122            | 43.13                       | 120           | 53.49                 | 101           | 41.43                     |
| Mauritania                      | 121            | 45.85                     | 115            | 47.73                       | 107           | 59.08                 | 122           | 30.73                     |
| Pakistán                        | 122            | 45.66                     | 104            | 56.37                       | 125           | 50.71                 | 124           | 29.9                      |
| Liberia                         | 123            | 44.89                     | 126            | 41.15                       | 121           | 53.23                 | 106           | 40.3                      |
| Madagascar                      | 124            | 44.5                      | 123            | 41.93                       | 119           | 53.53                 | 111           | 38.04                     |
| Nigeria                         | 125            | 43.31                     | 130            | 39.04                       | 100           | 61.51                 | 125           | 29.37                     |
| Etiopía                         | 126            | 41.04                     | 120            | 44.04                       | 126           | 50.49                 | 126           | 28.59                     |
| Níger                           | 127            | 40.56                     | 128            | 40.55                       | 129           | 48.99                 | 120           | 32.15                     |
| Yemen                           | 128            | 40.3                      | 110            | 49.72                       | 127           | 50.07                 | 133           | 21.12                     |
| Angola                          | 129            | 40                        | 125            | 41.27                       | 123           | 52.2                  | 130           | 26.51                     |
| Guinea                          | 130            | 39.6                      | 129            | 40                          | 124           | 51.2                  | 127           | 27.59                     |
| Afganistán                      | 131            | 35.4                      | 131            | 37.17                       | 130           | 46.5                  | 132           | 22.51                     |
| Chad                            | 132            | 33.17                     | 132            | 28.09                       | 132           | 44.12                 | 128           | 27.3                      |
| República Centroafricana        | 133            | 31.42                     | 133            | 26.81                       | 131           | 44.84                 | 131           | 22.62                     |
| Burundi                         | sin calificar  | n.d.                      | sin calificar  | n.d.                        | sin calificar | 46.63                 | sin calificar | 32.2                      |
| Baréin                          | sin calificar  | n.d.                      | sin calificar  | n.d.                        | sin calificar | 67.17                 | sin calificar | 46.94                     |
| Belice                          | sin calificar  | n.d.                      | sin calificar  | n.d.                        | sin calificar | 65.56                 | sin calificar | n.d.                      |
| Bután                           | sin calificar  | n.d.                      | sin calificar  | n.d.                        | sin calificar | 69.17                 | sin calificar | n.d.                      |
| Costa de Marfil                 | sin calificar  | n.d.                      | sin calificar  | 47.09                       | sin calificar | n.d.                  | sin calificar | 31.58                     |
| Comoras                         | sin calificar  | n.d.                      | sin calificar  | n.d.                        | sin calificar | 55.01                 | sin calificar | 42.51                     |
| Cabo Verde                      | sin calificar  | n.d.                      | sin calificar  | n.d.                        | sin calificar | 70.5                  | sin calificar | n.d.                      |
| Gabón                           | sin calificar  | n.d.                      | sin calificar  | 61.91                       | sin calificar | n.d.                  | sin calificar | 48.07                     |
| Gambia                          | sin calificar  | n.d.                      | sin calificar  | 57.9                        | sin calificar | 55.36                 | sin calificar | n.d.                      |
| Guinea-Bisáu                    | sin calificar  | n.d.                      | sin calificar  | n.d.                        | sin calificar | n.d.                  | sin calificar | n.d.                      |
| Haití                           | sin calificar  | n.d.                      | sin calificar  | 36.02                       | sin calificar | n.d.                  | sin calificar | 36.89                     |
| Libia                           | sin calificar  | n.d.                      | sin calificar  | n.d.                        | sin calificar | 56.43                 | sin calificar | n.d.                      |
| Luxemburgo                      | sin calificar  | n.d.                      | sin calificar  | n.d.                        | sin calificar | 82.42                 | sin calificar | 81.95                     |
| Malta                           | sin calificar  | n.d.                      | sin calificar  | n.d.                        | sin calificar | 73.61                 | sin calificar | 70.38                     |
| Omán                            | sin calificar  | n.d.                      | sin calificar  | n.d.                        | sin calificar | 70.47                 | sin calificar | n.d.                      |
| Papúa Nueva Guinea              | sin calificar  | n.d.                      | sin calificar  | n.d.                        | sin calificar | 55.39                 | sin calificar | n.d.                      |
| Catar                           | sin calificar  | n.d.                      | sin calificar  | n.d.                        | sin calificar | 70.6                  | sin calificar | 52.15                     |
| Sudán                           | sin calificar  | n.d.                      | sin calificar  | n.d.                        | sin calificar | n.d.                  | sin calificar | 25.14                     |
| Singapur                        | sin calificar  | n.d.                      | sin calificar  | n.d.                        | sin calificar | n.d.                  | sin calificar | 62.83                     |
| Sierra Leona                    | sin calificar  | n.d.                      | sin calificar  | 34.43                       | sin calificar | n.d.                  | sin calificar | 36.16                     |
| Surinam                         | sin calificar  | n.d.                      | sin calificar  | n.d.                        | sin calificar | 75.4                  | sin calificar | 58.02                     |
| Siria                           | sin calificar  | n.d.                      | sin calificar  | n.d.                        | sin calificar | 56.14                 | sin calificar | 24.25                     |
| Turkmenistán                    | sin calificar  | n.d.                      | sin calificar  | 75.82                       | sin calificar | n.d.                  | sin calificar | n.d.                      |
| Timor Oriental                  | sin calificar  | n.d.                      | sin calificar  | 50.55                       | sin calificar | 59.34                 | sin calificar | n.d.                      |
| Trinidad y Tobago               | sin calificar  | n.d.                      | sin calificar  | 75.18                       | sin calificar | n.d.                  | sin calificar | 63.83                     |
| Vietnam                         | sin calificar  | n.d.                      | sin calificar  | 74.19                       | sin calificar | n.d.                  | sin calificar | 36.28                     |
| República Democrática del Congo | sin calificar  | n.d.                      | sin calificar  | n.d.                        | 47.69         | n.d.                  | 26.26         | n.d.                      |
| Zimbabue                        | sin calificar  | n.d.                      | sin calificar  | 45.16                       | sin calificar | n.d.                  | sin calificar | 33.4                      |